# 中國傳統宗法性宗教
中國傳統宗法性宗教，或中國傳統原生性宗教，是有些宗教學家研究中國固有宗教傳統時所提出的概念和名稱，可理解為中國歷代各朝的國家祭典與華人民間信仰的統合。
中國傳統宗法性宗教的概念是由牟鐘鑑所提出，他認為：「中國宗法性傳統宗教以天神崇拜和祖先崇拜為核心，以社稷、日月、山川等自然崇拜為翼羽，以其他多種鬼神崇拜為補充，形成相對穩固的郊社制度、宗廟制度以及其他祭祀制度」，並且這個宗教是中國歷史綿延數千年而不絕，為華人社會上下所接受的正宗信仰。

## 外部連結
- Varieties of Religious Experience, a Study in Human Nature by William James（页面存档备份，存于）